# Sissel Buchholdt
Sissel Karin Buchholdt, née Sissel Karin Brenne le 17 juin 1951, est une ancienne handballeuse internationale norvégienne.